# Alberigo Crocetta
Alberigo Crocetta (Tripoli, 25 luglio 1925 – Roma, 27 ottobre 1986) è stato un produttore discografico, imprenditore e talent scout italiano.
È entrato nella storia della musica leggera italiana avendo scoperto e lanciato artisti come Mia Martini, Patty Pravo e i Primitives.

## Biografia

### Gli inizi
Nato in Libia da genitori italiani, durante la seconda guerra mondiale si arruola tra i marò della Xª Flottiglia MAS del principe Junio Valerio Borghese.
Nel dopoguerra si trasferisce a Roma, si laurea in giurisprudenza ed inizia ad esercitare la professione di avvocato, ma essendo appassionato di musica lascia la professione e presto inizia ad organizzare spettacoli e serate, aprendo locali nella capitale.
Nel 1964, dopo un viaggio in America, ha l'idea di aprire un locale indirizzato ai giovani e dedicato esclusivamente alla musica beat: coinvolge nel progetto due amici, il commerciante di automobili Giancarlo Bornigia e l'importatore di carni macellate Alessandro Diotallevi, e nel febbraio 1965 viene inaugurato il Piper Club, in via Tagliamento a Roma.

### Il Piper
In breve tempo Crocetta prende contatti con l'RCA Italiana per ricercare e valorizzare nuovi talenti musicali da dirottare sulla ARC, etichetta satellite della RCA, creando anche un nuovo sottomarchio discografico, Piper come il locale.
Tra i primi artisti che scopre c'è Ricky Shayne, che con Uno dei mods domina le classifiche nel 1965; nello stesso anno, durante una vacanza in Inghilterra con Gianni Boncompagni ascolta in un locale di Soho un gruppo beat di modesto successo, rimanendo colpito dalle doti del cantante "Mal" e dei musicisti, e propone loro una scrittura per alcuni spettacoli in Italia: sono i Primitives, che in breve tempo conquistano il pubblico del Piper e debuttano con grande successo con la canzone Yeeeeeeh! e l'album Blow Up. Fra i cantanti scoperti da Crocetta vi è anche Lina Savonà, una cantante che ha inciso per la Vanilla di Ornella Vanoni.
Il Piper diventa un punto di riferimento in tutta Europa, e grazie alla presenza di molti musicisti Crocetta può lanciare gruppi come i Motowns, Rocky Roberts & the Ayredales, i Rokketti (che scopre ad Amburgo), o i Cyan Three.

### Patty Pravo
Tra le ragazze che regolarmente ballano nel locale Crocetta individua una giovane veneziana, Nicoletta Strambelli: le trova un nome d'arte, Patty Pravo, la fa esibire come cantante accompagnata dai Cyan Three, e la lancia con una canzone di Sonny Bono, But you're mine, con un testo in italiano scritto da Gianni Boncompagni, Ragazzo triste, che in breve tempo entra in hit parade.
Crocetta produrrà tutte le prime incisioni della cantante veneziana, contribuendo al lancio di successi come Qui e là, La bambola, Il paradiso.

### Le star internazionali a Roma
Crocetta riesce a far arrivare la fama del suo locale anche oltre Manica e oltreoceano, e porta al Piper tutti i più grossi nomi della musica mondiale: nel biennio 1967-1968 suonano nel locale capitolino i Pink Floyd (che si esibiscono in due serate, il 18 e il 19 aprile 1968), The Byrds, The Who, Duke Ellington, Brian Auger, Eric Burdon.
Sulla scia delle esperienze newyorkesi di Andy Warhol con i Velvet Underground, Crocetta mette a disposizione il Piper per gli esperimenti psichedelici di connubio tra musica ed arti visive che Mario Schifano realizza con il gruppo Le Stelle di Mario Schifano.

### Mia Martini
Alla fine del decennio Crocetta ha modo di ascoltare nel suo locale una giovane cantante calabrese, Mimì Bertè, che ha già avuto alcuni anni prima delle esperienze discografiche con la CAR Juke Box del maestro Carlo Alberto Rossi: rimane colpito dalla sua voce e le procura un contratto con l'RCA Italiana, trovandole un nome d'arte funzionale al lancio internazionale che sta progettando, Mia Martini: Mia in onore di Mia Farrow, e Martini scelto fra i tre nomi italiani più famosi all'estero (spaghetti, pizza, e appunto Martini).
Il debutto con il nuovo nome avviene nel 1971 con l'album Oltre la collina, a cui collabora Claudio Baglioni; il miglior successo arriva l'anno dopo, con Nel mondo, una cosa, trainato da Piccolo uomo che vince anche il Festivalbar 1972.

### Il ritiro dall'attività
All'inizio del decennio, un po' per l'età, un po' per le mutate condizioni sociali, Crocetta decide di lasciare la sua quota del Piper a Bornigia e di aprire un nuovo locale a Viareggio, che però ha vita breve.
Decide quindi di ritirarsi dall'attività. Nel 1979 sposa Nicoletta, e nel 1980 nasce Camilla nell'isola di Pantelleria. Sulla stessa isola apre un locale, il Blue Bar, dove passarono molti artisti emergenti. Nel 1982 Renato Zero, uno dei tanti ragazzi cresciuti al Piper, gli rende omaggio intitolando il suo nuovo disco Via Tagliamento 1965/1970: l'indirizzo del locale e gli anni di maggiore attività.
Morì a Roma nell'ottobre 1986.

## Principali dischi prodotti
- 1967: Blow Up di The Primitives
- 1967: Sua eccellenza Mal dei Primitives di Mal dei Primitives
- 1968: Mal dei Primitives di Mal dei Primitives
- 1968: Patty Pravo di Patty Pravo
- 1969: Concerto per Patty di Patty Pravo
- 1970: Patty Pravo di Patty Pravo
- 1971: Oltre la collina di Mia Martini
- 1972: Nel mondo, una cosa di Mia Martini